# Pungangan (Doro)
Pungangan is een bestuurslaag in het regentschap Pekalongan van de provincie Midden-Java, Indonesië. Pungangan telt 823 inwoners (volkstelling 2010).